# Мой полицейский
«Мой полицейский» (англ. My Policeman) — британо-американский художественный фильм 2022 года режиссёра Майкла Грандаджа по одноимённому роману Бетана Робертса. Главные роли в нём сыграли Гарри Стайлс, Эмма Коррин, Дэвид Доусон, Руперт Эверетт. Картина получила неоднозначные отзывы критиков.

## Сюжет
Действие картины происходит в 1950-е годы в английском Брайтоне. Полицейский-гей по имени Том заключает фиктивный брак со школьной учительницей Марион, продолжая при этом тайные отношения со смотрителем музея Патриком. Однако долго скрывать истину от окружающих ему не удаётся. Герои снова встречаются спустя 40 лет, чтобы вспомнить свою молодость.

## В ролях
- Гарри Стайлз — Том
- Эмма Коррин — Марион
- Дэвид Доусон — Патрик
- Руперт Эверетт — Патрик

## Создание и оценки
Проект был анонсирован в сентябре 2020 года. Режиссёром стал Майкл Грандадж, сценарий написал Рон Нисуонер, главные роли получили Гарри Стайлс, Эмма Коррин, Дэвид Доусон и Руперт Эверетт. Съёмки начались в апреле 2021 года, проходили в Брайтоне и Лондоне.
Мировая премьера фильма состоялась на Международном кинофестивале в Торонто 11 сентября 2022 года. 21 октября «Мой полицейский» вышел в ограниченный театральный прокат в США, 4 ноября состоялся цифровой релиз на Prime Video. Картина получила неоднозначные отзывы критиков, которые высоко оценили игру Дэвида Доусона, но раскритиковали режиссуру, сценарий и игру Гарри Стайлза. Гульназ Давлетшиной («Фильм.ру») констатировала, что фильм «не изобретает ничего нового», но отметила игру Эммы Коррин и работу художников-постановщиков.
Для рецензента «Киноафиши» «Мой полицейский» — «эстетический и сложный фильм о человеческих отношениях», который наверняка разобьет зрителю сердце.